# Hélène-Élisabeth d'Isembourg
 (janvier 2017).
Si vous disposez d'ouvrages ou d'articles de référence ou si vous connaissez des sites web de qualité traitant du thème abordé ici, merci de compléter l'article en donnant les références utiles à sa vérifiabilité et en les liant à la section « Notes et références ».
Pour les articles homonymes, voir Isembourg.
Hélène-Élisabeth d'Isembourg (née le 6 avril 1900 à Darmstadt et morte le 24 janvier 1974 à Heiligenhaus) est une princesse issue de la noblesse germano-autrichienne ayant pleinement suivi la doctrine national-socialiste d'Adolf Hitler, ayant épousé un de ses idéologues et s'étant efforcée, après guerre, de permettre la fuite de nazis et d'adoucir le sort de ceux ayant été emprisonnés. 

## Biographie
Fille du maître des eaux et forêts de Hatzfeld, le comte Alfred von Korff Schmising und Kerssenbrock, et de son épouse la baronne Helene von Hilgers, elle est élevée dans une famille fortement influencée par le catholicisme. Dans les années 1920 et 1930, elle travaille comme naturopathe. Le 30 avril 1930, elle épousa le prince Wilhelm Karl von Isenburg (1903-1956), nazi convaincu, qui travaille dès 1937 à Münich dans un institut de recherche pseudo-scientifique, travaillant sur la généalogie dans le but de conforter les théories raciales nazies. 
Elle s'est lancée, après l'effondrement du national-socialisme, dans la création d'un centre de protection et d'aide envers les différents dignitaires et prisonniers nazis, connue sous son nom de jeune fille, Gräfin von Korff Schmising-Kerssenbrock. Après la Seconde Guerre mondiale, elle a été la première présidente de l'organisation Stille Hilfe. Elle parvint à mobiliser l'attention de certains membres des hiérarchies catholique et protestante en Allemagne en faveur des condamnés du procès du massacre de Malmedy, qui fut révisé à la fin des années 1940.